# Красноленінський
Красноле́нінський (рос. Красноленинский) — селище у складі Ханти-Мансійського району Ханти-Мансійського автономного округу Тюменської області, Росія. Адміністративний центр Красноленінського сільського поселення.
Населення — 649 осіб (2010, 556 у 2002).
Національний склад станом на 2002 рік: росіяни — 87 %.